# 18e cérémonie des Chlotrudis Awards
La 18e cérémonie des Chlotrudis Awards, décernés par la Chlotrudis Society for Independent Film, a eu lieu le 18 mars 2012 et a récompensé les meilleurs films indépendants de l'année précédente.

## Palmarès

### Meilleur film
- The Artist – Réal. : Michel Hazanavicius
  - Another Year – Réal. : Mike Leigh
  - Pariah – Réal. : Dee Rees
  - Poetry (시) – Réal. : Lee Chang-dong
  - Week-end (Weekend) – Réal. : Andrew Haigh

### Meilleur réalisateur
- Asghar Farhadi pour Une séparation (جدایی نادر از سیمین)
  - Sean Durkin pour Martha Marcy May Marlene
  - Michel Hazanavicius pour The Artist
  - Mike Leigh pour Another Year
  - Takashi Miike pour 13 Assassins (十三人の刺客)
  - Lars von Trier pour Melancholia

### Meilleur acteur
- Michael Shannon pour le rôle de Curtis LaForche dans Take Shelter
  - Javier Bardem pour le rôle d'Uxbal dans Biutiful
  - Tom Cullen pour le rôle de Russell dans Week-end (Weekend)
  - Jean Dujardin pour le rôle de George Valentin dans The Artist
  - Chris New pour le rôle de Glen dans Week-end (Weekend)
  - Stellan Skarsgård pour le rôle d'Ulrik dans Un chic type (En ganske snill mann)

### Meilleure actrice
- Tracy Wright pour le rôle de Vic dans Trigger
  - Bérénice Bejo pour le rôle de Peppy Miller dans The Artist
  - Kirsten Dunst pour le rôle de Justine dans Melancholia
  - Adepero Oduye pour le rôle d'Alike dans Pariah
  - Elizabeth Olsen pour le rôle de Martha dans Martha Marcy May Marlene
  - Yun Jeong-hie pour le rôle de Yang Mija dans Poetry (시)

### Meilleur acteur dans un second rôle
- Christopher Plummer pour le rôle de Hal Fields dans Beginners
  - Javier Bardem pour le rôle de Monet dans Le Havre
  - John Hawkes pour le rôle de Patrick dans Martha Marcy May Marlene
  - Shahab Hosseini pour le rôle de Hodjat dans Une séparation (Weekend)
  - John C. Reilly pour le rôle de M.. Fitzgerald dans Terri

### Meilleure actrice dans un second rôle
- Lesley Manville pour le rôle de Mary dans Another Year
  - Frances Fisher pour le rôle de Lily dans Janie Jones
  - Melissa Leo pour le rôle de Sarah dans Red State
  - Kristin Scott Thomas pour le rôle de Christine Rivière dans Crime d'amour
  - Kim Wayans pour le rôle d'Audrey dans Pariah
  - Shailene Woodley pour le rôle d'Alexandra King dans The Descendants

### Meilleure distribution
(ex æquo)
- Another Year
- Une séparation (جدایی نادر از سیمین)
  - The Artist
  - Margin Call
  - Minuit à Paris (Midnight in Paris)
  - La Taupe (Tinker Tailor Soldier Spy)

### Meilleur scénario original
- Poetry (시) – Lee Chang-dong
  - Another Year – Mike Leigh
  - L'Irlandais (The Guard) – John Michael McDonagh
  - Martha Marcy May Marlene – Sean Durkin
  - Week-end (Weekend) – Andrew Haigh

### Meilleur scénario adapté
- The Descendants – Alexander Payne, Nat Faxon et Jim Rash
  - Le Hérisson – Mona Achache
  - Higher Ground – Carolyn S. Briggs et Tim Metcalfe
  - The Music Never Stopped – Gwyn Lurie et Gary Marks
  - Submarine – Richard Ayoade

### Meilleurs décors
- The Artist
  - 13 Assassins (十三人の刺客)
  - L'Illusionniste
  - Balada triste (Balada triste de trompeta)
  - Melancholia
  - Minuit à Paris (Midnight in Paris)

### Meilleure photographie
- The Artist – Guillaume Schiffman
  - 13 Assassins (十三人の刺客) – Nobuyasu Kita
  - Bellflower – Joel Hodge
  - La Grotte des rêves perdus (Cave of Forgotten Dreams) – Peter Zeitlinger
  - Melancholia – Manuel Alberto Claro
  - The Tree of Life – Emmanuel Lubezki
  - Oncle Boonmee, celui qui se souvient de ses vies antérieures (ลุงบุญมีระลึกชาติ) – Sayombhu Mukdeeprom

### Buried Treasure
- Trigger
  - The Arbor
  - Littlerock
  - These Amazing Shadows
  - Oncle Boonmee, celui qui se souvient de ses vies antérieures (ลุงบุญมีระลึกชาติ)

### Meilleur film documentaire
(ex æquo)
- Bill Cunningham New York
- Buck
  - Into the Abyss (Into the Abyss: A Tale of Death, A Tale of Life)
  - Pina
  - Senna
  - Topp Twins

### Hall of Fame
- Atom Egoyan

### Cat's Meow
- Festival du film indépendant de Boston (Independent Film Festival of Boston)